# Турьи Реметы

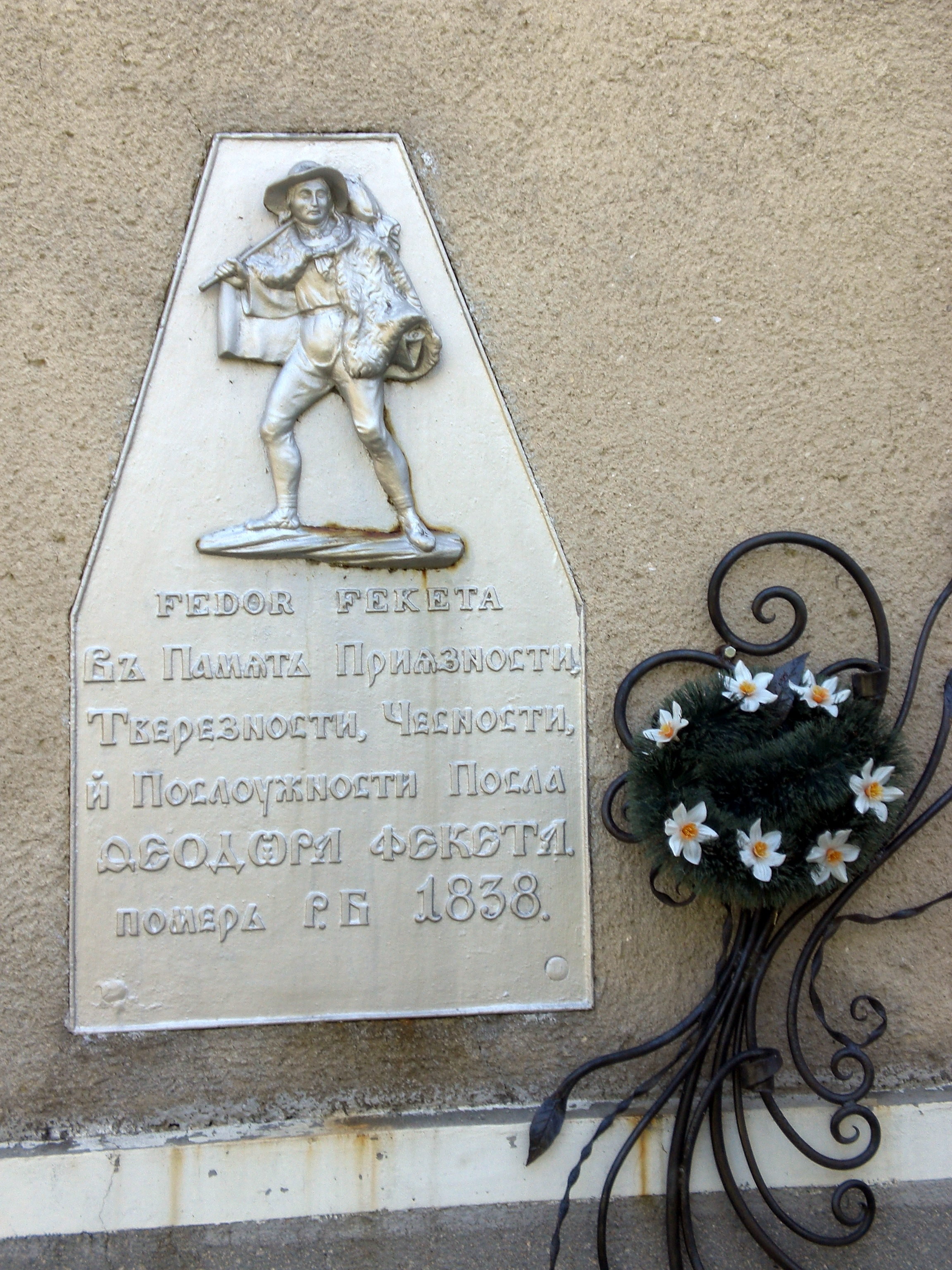
Мемориальная доска почтальону Фёдору Фекета в селе Турьи Реметы (1838)

Ту́рьи Реме́ты (укр. Тур'ї Ремети) — село в Ужгородском районе Закарпатской области Украины. Административный центр Турье-Реметовской сельской общины.
Население по переписи 2001 года составляло 3340 человек. Почтовый индекс — 89221. Телефонный код — 3145. Занимает площадь 4,886 км². Код КОАТУУ — 2123286301.